# 京都市立七条中学校
京都市立七条中学校（きょうとしりつしちじょうちゅうがっこう）は、京都府京都市下京区西七条御領町にある公立中学校。地元では七中と略されている。

## 沿革
- 1955年（昭和30年）4月1日 - 洛南中学校七条分教室として創立。
- 1955年（昭和30年）9月 - 洛南中学校分校として移転。
- 1957年（昭和32年）4月1日 - 京都市立七条中学校として独立[1]。
- 1960年（昭和35年）体育館兼講堂の竣工。
- 1981年（昭和56年）3月 - 改築により、管理棟、プールが完成。
- 1991年（平成3年）11月 - コンピュータ室が設置。
- 1999年（平成11年）6月 - 新校舎に移転される。

## 通学区域が隣接している学校
- 京都市立下京中学校
- 京都市立松原中学校
- 京都市立朱雀中学校
- 京都市立西院中学校
- 京都市立西京極中学校
- 京都市立洛南中学校
- 京都市立八条中学校